# Albert Wingert
Albert Joseph Wingert (* 25. Juni 1897 in Holtz; † 29. März 1962 in Esch an der Alzette) war ein luxemburgischer Lehrer, Politiker und Widerständler gegen den Nationalsozialismus.

## Biografie

### Vor 1940
Albert Wingert war von Beruf Lehrer. Von 1922 bis 1933 war er mit der Lehrerkollegin und Autorin Mie Wingert-Rodenbour verheiratet, die er während seiner Tätigkeit in Perl kennengelernt hatte. 1923 wurde er zum Leiter der unter die Schirmherrschaft des Völkerbundes gestellten französischen Schulen im Saargebiet und lebte mit seiner Frau in Völklingen. Er engagierte sich gesellschaftlich und politisch: Er war Mitglied in der Menschenrechtsliga, dem Lehrerverband, der Arbeiterpartei, der Libre Pensée, dem Volksbildungsverein und der Liga zur Verteidigung der Demokratie und warnte schon früh vor den Nationalsozialisten.
Nach der „Machtergreifung“ durch die Nationalsozialisten wurde der von der nationalsozialistischen Presse auf den politisch engagierten Albert Wingert ausgeübte Druck so stark, dass er schließlich nach Luxemburg zurückkehrte. Ab 1934 lebte er in Schifflingen.

### Besatzung und Inhaftierung
Nach der Besatzung Luxemburgs durch die deutsche Wehrmacht wurde Wingert im Oktober 1940 verhaftet und zu drei Monaten Einzelhaft verurteilt, weil die Gestapo bei ihm Waffen gefunden hatte. Drei Monate nach seiner Haftentlassung wurde er von den deutschen Behörden als Lehrer entlassen, weil er sich weigerte, den Hitlergruß zu entbieten. Im Juni 1941 war er Gründungsmitglied der Widerstandsgruppe Alweraje, zu der sich die Kommunistische Kampfgruppe Schifflingen mit Gruppen um den Bildhauer Wenzel Profant und um seine eigene Person zusammengeschlossen hatten. Laut späteren Angaben Wingerts hatte die Gruppe bis zu 400 Mitglieder und Helfer.
Von Juni bis Dezember 1941 musste Albert Wingert einen Arbeitseinsatz beim Autobahnbau von Wittlich nach Trier ableisten, kehrte aber so oft wie möglich zu Fuß nach Schifflingen zurück, um den Widerstand zu organisieren. Später wurde er nach Düsseldorf versetzt, wo er in der Nacht zum 5. August von der Gestapo verhaftet wurde. Zur gleichen Zeit wurden rund 100 Widerständler in Luxemburg festgenommen, darunter nahezu alle Mitglieder des inneren Kreises von Alweraje. 
Am 17. August kam Wingert im SS-Sonderlager Hinzert an. Noch am selben Tag kam es zu einem Zwischenfall mit dem SS-Mann Georg Schaaf, „Iwan der Schreckliche“ genannt. Schaaf schlug Wingert bei seiner Ankunft mit einem Fausthieb nieder, woraufhin dieser zurückschlug. Daraufhin prügelten mehrere Bewacher mit Schaufeln und Spitzhacken auf Wingert ein, bis ein Vorgesetzter dazwischen ging und so seinen Tod verhinderte: Man brauche Wingert noch, da er noch nicht verhört worden sei. Von Hinzert aus wurde Wingert in das KZ Gusen deportiert, von wo aus er erfolglos versuchte zu fliehen und deshalb erneut halb tot geschlagen wurde.

### Nach 1945
1945 nahm Albert Wingert als Kandidat der sozialdemokratischen Lëtzebuerger Sozialistesch Aarbechterpartei an den Kommunal- und den Kammerwahlen teil, jedoch ohne Erfolg. Er übte harsche Kritik an „Vetternwirtschaft“ und „Klientelpolitik“ im Nachkriegs-Luxemburg sowie der mangelnden Wertschätzung des Widerstandes während des Krieges. Am 2. August 1946 wurde er von der Sûreté verhaftet, weil er versucht haben sollte, gemeinsam mit vier Offizieren die Regierung zu stürzen. Nach neun Tagen in Isolationshaft wurde er zwar entlassen, aber, obwohl die Anschuldigungen jeglicher Grundlage entbehrten, Wingerts Ruf war zerstört.
1985 wurden in einer Publikation Anschuldigungen gegen Wingert erhoben, er habe Mitkämpfer aus dem Widerstand bei der Gestapo denunziert. Diesen Anschuldigungen traten jedoch die Autoren Marc Kayser und Marc Limpach entgegen. Der Verräter sei ein anderes Mitglied von Alweraje gewesen, der nach Prügel und Folter Namen genannt habe. Andere Mitglieder der Gruppe, auch Wingert, hätten dessen Namen nie genannt. Wingert habe sich dem wesentlich jüngeren Mann gegenüber sogar schuldig gefühlt, da er diesen in die Aktivitäten von Alweraje verwickelt habe.

## Gedenken
In Schifflingen ist eine 2009 eingeweihte Grundschule nach Albert Wingert benannt. Sie liegt in einer Straße, die ebenfalls seinen Namen trägt.